# Luka Lapornik
Luka Lapornik (Celje, 24 ottobre 1988) è un cestista sloveno.

## Palmarès
- Campionato sloveno: 1

Krka Novo mesto: 2013-14
- Coppa di Slovenia: 4

Krka Novo mesto: 2014, 2015, 2016, 2021
- Supercoppa slovena: 2

Krka Novo mesto: 2014, 2016